# Valonne
Valonne település Franciaországban, Doubs megyében. Lakosainak száma 265 fő (2022. január 1.). Valonne Dambelin, Péseux, Rosières-sur-Barbèche, Solemont, Vernois-lès-Belvoir és Vyt-lès-Belvoir községekkel határos.

## Népesség
A település népessége az elmúlt években az alábbi módon változott:
| Lakosok száma | 165  | 171  | 172  | 209  | 244  | 248  | 244  | 251  | 254  | 265  |
|               | 1968 | 1982 | 1990 | 2006 | 2013 | 2015 | 2017 | 2019 | 2020 | 2022 |